# Bernard Ravenel
Pour les articles homonymes, voir Ravenel.
Bernard Ravenel, né le 16 mars 1936 à Saint-Quentin (Aisne, France) et mort le 15 janvier 2023 à Paris, est un historien et un militant politique français.

## Biographie

### Professeur d'histoire
Il est agrégé d'histoire et professeur en classe préparatoire à l'Institut d'études politiques de Paris.
Il oriente son travail de recherche sur les questions méditerranéennes (voir bibliographie).

### Membre du PSU dès sa création
Après l'intervention soviétique en Hongrie en 1956, Bernard Ravenel quitte le Parti communiste français en novembre de cette même année avant d'adhérer en 1960 au Parti socialiste unifié (PSU) au moment de sa création.
Dès le début des années 1960, Bernard Ravenel, est le secrétaire de la section du PSU à la Résidence universitaire Jean-Zay d'Antony, où les étudiants se mobilisent contre Putsch des généraux, puis où en 1965-1966, une pétition a rassemblé 1500 signatures contre les nouvelles loges permettant de contrôler les entrées. Il est candidat de son parti aux élections législatives de 1967 et 1968 dans la 13e circonscription des Hauts-de-Seine (Montrouge-Bagneux-Antony-Bourg-la-Reine) ainsi qu'aux élections cantonales de Bourg-la-Reine et Antony-Nord.
Il fait partie de son « courant marxiste-révolutionnaire » entre 1970 et 1974. Il devient membre du bureau national en 1972. De 1974 à 1984, il a été responsable du secteur international du Parti socialiste unifié (PSU).
Il contribue et théorise la dissolution du PSU, en 1990. Il écrit l'histoire du parti entre 1962 et 1990. Il préside après Michel Mousel l'Institut Tribune socialiste qui fédère les associations veillant à la mémoire, l'archivage et l'histoire du PSU.

### Pacifiste
Il représente le Parti socialiste unifié au bureau national du Mouvement de la Paix. En janvier 1982, au nom du principe de non-alignement, il démissionne de ce bureau national qui, lors de la crise des Euromissiles, refuse une dénonciation identique des Soviétiques et des Américains et une condamnation du coup de force de Wojciech Jaruzelski en Pologne.
Il milite au Mouvement pour le désarmement, la paix et la liberté dont il assure la présidence et est l'un des fondateurs du CODENE (Comité pour le désarmement nucléaire en Europe).
Il est membre du comité de rédaction de Damoclès, la revue de l'Observatoire des armements.

### Présidence de l’Association France-Palestine Solidarité
Il est le président de l’Association France-Palestine Solidarité de 2001 à 2009 (AFPS).
Il condamne tout dérapage antisémite dans la lutte en faveur du peuple palestinien. Ainsi, lorsqu'en 2003, l’Association médicale franco-palestinienne de Marseille (AMFP) publie, dans sa lettre d’information, « un texte ouvertement antisémite », traduction d’un article signé Israël Shamir et intitulé « Les oreilles de Midas », où, selon Libération, il soutient « que la “juiverie organisée” serait responsable de la guerre en Irak, comme elle l’était, selon lui, de la seconde guerre mondiale ». À la suite de cette publication, l’Association France Palestine Solidarité (AFPS), à laquelle l’AMFP était affiliée, a exprimé sa désapprobation. Bernard Ravenel, son président déclare alors : « Ce n’est pas possible, il n’y a pas d’excuse, le gars de l’AMFP qui a traduit ce texte a démissionné et nous avons annulé la référence du groupe de Marseille à notre association ». 